# Heterachthes laesicollis
Heterachthes laesicollis là một loài bọ cánh cứng trong họ Cerambycidae.